# Sueur de sang (Bloy)
Pour les articles homonymes, voir Sueur de Sang.
Sueur de sang est un recueil de tableaux et d'anecdotes inspirés à Léon Bloy (1846-1917) par son expérience de la guerre de 1870. Les textes ont paru d'abord dans Gil Blas en 1893, puis en volume aux Éditions Dentu, puis chez Crès.
Dans son édition originale de Sueur de sang aux Éditions Dentu, l'ouvrage comporte trois dessins de Henry de Groux et un de Léon Bloy. Le livre est dédié « À la mémoire diffamée de François Achille Bazaine, maréchal de l’Empire qui porta les péchés de toute la France ». 
Léon Bloy est un ancien combattant de la guerre de 1870. Il a été incorporé au début du mois de septembre 1870, dans une unité de la Garde nationale mobile, qui intègre l’Armée de la Loire. Il a collecté dans cette expérience des combats contre les  prussiens, puis contre les révoltés de la Commune, les matériaux à l'origine des textes publiés.